# Premier League 2022-23
La Premier League 2022-23 fue la trigésima primera temporada de la máxima división inglesa, desde su creación en 1992.
Un total de 20 equipos participaron en la competición, incluyendo 17 equipos de la temporada anterior y 3 ascendidos de la English Football League Championship 2021-22. En esta temporada, y de manera excepcional, hubo un receso a mitad de temporada entre el 14 de noviembre al 26 de diciembre debido a la realización de la Copa Mundial de Fútbol de 2022 en Catar.

## Relevos
Veinte equipos compiten en la liga: los 17 mejores equipos de la temporada anterior y los 3 equipos promovidos del Championship. Los equipos promovidos son Fulham, después de su ausencia en la máxima categoría por un año, el Bournemouth, equipo que llevaba dos temporada sin jugar en primera división, y el Nottingham Forest que no lograba ascender desde la temporada 97/98. Reemplazaron a Burnley —que terminaba una racha de seis temporadas sin descender—Watford y Norwich City —ambos equipos descendieron después de un año en la máxima categoría—.
| Pos. | Descendidos de Premier League 2021/22 |
| ---- | ------------------------------------- |
| 18.º | Burnley                               |
| 19.º | Watford                               |
| 20.º | Norwich City                          |

| Pos.  | Ascendidos de la Championship 2021-22 |
| ----- | ------------------------------------- |
| 1.º   | Fulham                                |
| 2.º   | Bournemouth                           |
| Prom. | Nottingham Forest                     |

## Información
| Equipo                 | Ciudad          | Entrenador        | Capitán           | Estadio                   | Capacidad | Marca   | Patrocinador (Pecho) | Patrocinador (Manga) |
| ---------------------- | --------------- | ----------------- | ----------------- | ------------------------- | --------- | ------- | -------------------- | -------------------- |
| Arsenal                | Londres         | Mikel Arteta      | Martin Ødegaard   | Emirates Stadium          | 60 260    | Adidas  | Fly Emirates         | Visit Rwanda         |
| Aston Villa            | Birmingham      | Unai Emery        | John McGinn       | Villa Park                | 42 790    | Castore | Cazoo                | OB Sports            |
| Bournemouth            | Bournemouth     | Gary O'Neil       | Neto              | Vitality Stadium          | 11 329    | Umbro   | Dafabet              | DeWalt               |
| Brentford              | Londres         | Thomas Frank      | Pontus Jansson    | Gtech Community Stadium   | 17 250    | Umbro   | Hollywoodbets        | Safetyculture        |
| Brighton & Hove Albion | Brighton & Hove | Roberto De Zerbi  | Lewis Dunk        | Amex Stadium              | 30 666    | Nike    | American Express     | Snickers UK          |
| Chelsea                | Londres         | Frank Lampard INT | César Azpilicueta | Stamford Bridge           | 40 853    | Nike    | Three                | WhaleFin             |
| Crystal Palace         | Londres         | Roy Hodgson       | Luka Milivojević  | Selhurst Park             | 25 486    | Macron  | Cinch                | Mukuru               |
| Everton                | Liverpool       | Sean Dyche        | Séamus Coleman    | Goodison Park             | 39 221    | Hummel  | Stake                | BOXT                 |
| Fulham                 | Londres         | Marco Silva       | Tom Cairney       | Craven Cottage            | 19 000    | Adidas  | World Mobile         | ClearScore           |
| Leeds United           | Leeds           | Sam Allardyce     | Liam Cooper       | Elland Road               | 37 890    | Adidas  | SBOTOP               | BOXT                 |
| Leicester City         | Leicester       | Dean Smith        | Jonny Evans       | King Power Stadium        | 32 273    | Adidas  | FBS                  | Bia Saigon           |
| Liverpool              | Liverpool       | Jürgen Klopp      | Jordan Henderson  | Anfield                   | 53 394    | Nike    | Standard Chartered   | Expedia              |
| Manchester City        | Mánchester      | Pep Guardiola     | İlkay Gündoğan    | Etihad Stadium            | 55 017    | Puma    | Etihad Airways       | Nexen Tire           |
| Manchester United      | Mánchester      | Erik ten Hag      | Harry Maguire     | Old Trafford              | 74 879    | Adidas  | TeamViewer           | DXC Technology       |
| Newcastle United       | Newcastle       | Eddie Howe        | Jamaal Lascelles  | St James' Park            | 52 354    | Castore | Fun88                | Kayak                |
| Nottingham Forest      | Nottingham      | Steve Cooper      | Joe Worrall       | City Ground               | 30 445    | Macron  | UNHCR                | BOXT                 |
| Southampton            | Southampton     | Rubén Sellés      | James Ward-Prowse | St Mary's Stadium         | 32 384    | Hummel  | Sportsbet.io         | Virgin Media         |
| Tottenham Hotspur      | Londres         | Ryan Mason INT    | Hugo Lloris       | Tottenham Hotspur Stadium | 62 062    | Nike    | AIA                  | Cinch                |
| West Ham United        | Londres         | David Moyes       | Declan Rice       | London Stadium            | 60 000    | Umbro   | Betway               | Scope Markets        |
| Wolverhampton          | Wolverhampton   | Julen Lopetegui   | Rúben Neves       | Molineux Stadium          | 32 050    | Castore | AstroPay             | Bitci.com            |

| Datos actualizados al 3 de abril de 2023. |

### Cambios de entrenadores
| Equipo                 | Entrenador (Jornadas)                                      | Salida                   | Tipo                         | Posición     | Entrenador                                            | Entrada                  |
| ---------------------- | ---------------------------------------------------------- | ------------------------ | ---------------------------- | ------------ | ----------------------------------------------------- | ------------------------ |
| Manchester United      | Ralf Rangnick (Pretemporada)                               | 23 de mayo de 2022       | Fin de interinidad           | Pretemporada | Erik ten Hag                                          | 24 de mayo de 2022       |
| Bournemouth            | Scott Parker (1 - 4)                                       | 30 de agosto de 2022     | Despedido                    | 18.º         | Gary O'Neil                                           | 30 de agosto de 2022     |
| Chelsea                | Thomas Tuchel (1 - 6)                                      | 7 de septiembre de 2022  | Despedido                    | 6.º          | Graham Potter                                         | 8 de septiembre de 2022  |
| Brighton & Hove Albion | Graham Potter (1 - 6)                                      | 8 de septiembre de 2022  | Contratado por el Chelsea FC | 4.º          | Andrew Crofts INT                                     | 8 de septiembre de 2022  |
| Brighton & Hove Albion | Andrew Crofts INT (7 - 8)                                  | 18 de septiembre de 2022 | Fin de interinidad           | 4.º          | Roberto De Zerbi                                      | 18 de septiembre de 2022 |
| Wolverhampton          | Bruno Lage (1 - 9)                                         | 2 de octubre de 2022     | Despedido                    | 18.º         | James Collins Steve Davis INT                         | 2 de octubre de 2022     |
| Aston Villa            | Steven Gerrard (1 - 11)                                    | 20 de octubre de 2022    | Despedido                    | 17.º         | Aaron Danks INT                                       | 21 de octubre de 2022    |
| Aston Villa            | Aaron Danks INT (12 - 13)                                  | 1 de noviembre de 2022   | Fin de interinidad           | 14.º         | Unai Emery                                            | 1 de noviembre de 2022   |
| Southampton            | Ralph Hasenhüttl (1 - 15)                                  | 7 de noviembre de 2022   | Despedido                    | 18°          | Nathan Jones                                          | 10 de noviembre de 2022  |
| Wolverhampton          | James Collins Steve Davis INT (10 - 15)                    | 14 de noviembre de 2022  | Fin de interinidad           | 19.º         | Julen Lopetegui                                       | 14 de noviembre de 2022  |
| Everton                | Frank Lampard (1 - 21)                                     | 23 de enero de 2023      | Despedido                    | 19.º         | Sean Dyche                                            | 30 de enero de 2023      |
| Leeds United           | Jesse Marsch (1 - 22)                                      | 6 de febrero de 2023     | Despedido                    | 17.º         | Michael Skubala INT Chris Armas INT Paco Gallardo INT | 6 de febrero de 2023     |
| Southampton            | Nathan Jones (15 - 23)                                     | 12 de febrero de 2023    | Despedido                    | 20°          | Rubén Sellés INT                                      | 12 de febrero de 2023    |
| Leeds United           | Michael Skubala INT Chris Armas INT Paco Gallardo INT (23) | 21 de febrero de 2023    | Fin de interinidad           | 19.º         | Javi Gracia                                           | 21 de febrero de 2023    |
| Crystal Palace         | Patrick Vieira (1-27)                                      | 17 de marzo de 2023      | Despedido                    | 12.º         | Paddy McCarthy INT                                    | 17 de marzo de 2023      |
| Crystal Palace         | Paddy McCarthy (28)                                        | 21 de marzo de 2023      | Fin de interinidad           | 12°          | Roy Hodgson                                           | 21 de marzo de 2023      |
| Tottenham Hotspur      | Antonio Conte (1-28)                                       | 26 de marzo de 2023      | Mutuo acuerdo                | 4°           | Cristian Stellini INT                                 | 26 de marzo de 2023      |
| Leicester City         | Brendan Rodgers (1-29)                                     | 2 de abril de 2023       | Despedido                    | 19°          | Adam Sadler INT                                       | 2 de abril de 2023       |
| Chelsea                | Graham Potter (7, 9-29)                                    | 2 de abril de 2023       | Despedido                    | 11°          | Bruno Saltor INT                                      | 2 de abril de 2023       |
| Chelsea                | Bruno Saltor INT (8, 29-30)                                | 5 de abril de 2023       | Fin de interinidad           | 11°          | Frank Lampard INT                                     | 6 de abril de 2023       |
| Leicester City         | Adam Sadler INT (8, 30)                                    | 10 de abril de 2023      | Fin de interinidad           | 19°          | Dean Smith                                            | 10 de abril de 2023      |
| Tottenham Hotspur      | Cristian Stellini INT (29-32)                              | 24 de abril de 2023      | Despedido                    | 5°           | Ryan Mason INT                                        | 24 de abril de 2023      |
| Leeds United           | Javi Gracia (24-34)                                        | 3 de mayo de 2023        | Despedido                    | 17.º         | Sam Allardyce                                         | 3 de mayo de 2023        |

## Localización
| Condado               | N.º | Equipos                                                                                  |
| --------------------- | --- | ---------------------------------------------------------------------------------------- |
| Gran Londres          | 7   | Arsenal, Brentford, Chelsea, Crystal Palace, Fulham, Tottenham Hotspur y West Ham United |
| Gran Mánchester       | 2   | Manchester City y Manchester United                                                      |
| Merseyside            | 2   | Everton y Liverpool                                                                      |
| Midlands Occidentales | 2   | Aston Villa y Wolverhampton                                                              |
| Dorset                | 1   | Bournemouth                                                                              |
| Hampshire             | 1   | Southampton                                                                              |
| Leicestershire        | 1   | Leicester City                                                                           |
| Nottinghamshire       | 1   | Nottingham Forest                                                                        |
| Sussex Oriental       | 1   | Brighton & Hove Albion                                                                   |
| Tyne y Wear           | 1   | Newcastle United                                                                         |
| Yorkshire del Oeste   | 1   | Leeds United                                                                             |

## Desarrollo

### Clasificación
Los 4 primeros equipos de la tabla de posiciones, clasificaron directamente a la Liga de Campeones de la UEFA 2023-24, el club ubicado en el 5.º puesto, clasificó directamente a la Liga Europa de la UEFA 2023-24. Por otro lado, los 3 últimos equipos de la clasificación, descendieron directamente a la Championship.
| Pos. | Equipo                 | Pts. | PJ | G  | E  | P  | GF | GC | Dif. | Clasificación 2023-24                           |
| ---- | ---------------------- | ---- | -- | -- | -- | -- | -- | -- | ---- | ----------------------------------------------- |
| 1    | Manchester City (C)    | 89   | 38 | 28 | 5  | 5  | 94 | 33 | +61  | Fase de grupos de la Liga de Campeones          |
| 2    | Arsenal                | 84   | 38 | 26 | 6  | 6  | 88 | 43 | +45  | Fase de grupos de la Liga de Campeones          |
| 3    | Manchester United      | 75   | 38 | 23 | 6  | 9  | 58 | 43 | +15  | Fase de grupos de la Liga de Campeones          |
| 4    | Newcastle United       | 71   | 38 | 19 | 14 | 5  | 68 | 33 | +35  | Fase de grupos de la Liga de Campeones          |
| 5    | Liverpool              | 67   | 38 | 19 | 10 | 9  | 75 | 47 | +28  | Fase de grupos de la Liga Europa                |
| 6    | Brighton & Hove Albion | 62   | 38 | 18 | 8  | 12 | 72 | 53 | +19  | Fase de grupos de la Liga Europa                |
| 7    | Aston Villa            | 61   | 38 | 18 | 7  | 13 | 51 | 46 | +5   | Ronda de play-off de la Liga Europa Conferencia |
| 8    | Tottenham Hotspur      | 60   | 38 | 18 | 6  | 14 | 70 | 63 | +7   |                                                 |
| 9    | Brentford              | 59   | 38 | 15 | 14 | 9  | 58 | 46 | +12  |                                                 |
| 10   | Fulham                 | 52   | 38 | 15 | 7  | 16 | 55 | 53 | +2   |                                                 |
| 11   | Crystal Palace         | 45   | 38 | 11 | 12 | 15 | 40 | 49 | −9   |                                                 |
| 12   | Chelsea                | 44   | 38 | 11 | 11 | 16 | 38 | 47 | −9   |                                                 |
| 13   | Wolverhampton          | 41   | 38 | 11 | 8  | 19 | 31 | 58 | −27  |                                                 |
| 14   | West Ham United        | 40   | 38 | 11 | 7  | 20 | 42 | 55 | −13  | Fase de grupos de la Liga Europa                |
| 15   | Bournemouth            | 39   | 38 | 11 | 6  | 21 | 37 | 71 | −34  |                                                 |
| 16   | Nottingham Forest      | 38   | 38 | 9  | 11 | 18 | 38 | 68 | −30  |                                                 |
| 17   | Everton                | 36   | 38 | 8  | 12 | 18 | 34 | 57 | −23  |                                                 |
| 18   | Leicester City (D)     | 34   | 38 | 9  | 7  | 22 | 51 | 68 | −17  | Descenso a la EFL Championship                  |
| 19   | Leeds United (D)       | 31   | 38 | 7  | 10 | 21 | 48 | 78 | −30  | Descenso a la EFL Championship                  |
| 20   | Southampton (D)        | 25   | 38 | 6  | 7  | 25 | 36 | 73 | −37  | Descenso a la EFL Championship                  |

 Fuente: Premier League
Criterios de clasificación: Puntos · Diferencia de goles · Goles a favor · Play-off
Notas:
1. ↑  Dado que los finalistas de la FA Cup 2022-23, el Manchester City y el Manchester United, se clasificaron para la Liga de Campeones, en función de sus posiciones en la liga, la plaza de la Liga Europa, otorgada al campeón de la FA Cup, se transfirió al equipo de la Premier League, mejor clasificado que no estaba clasificado para esta competición, que fue el equipo ubicado en el sexto lugar.
2. ↑  Dado que el campeón de la Copa EFL 2022-23, el Manchester United, se clasificó para la Liga de Campeones, en función de su posición en la liga, la plaza en la Liga Europa Conferencia, otorgada al campeón de la Copa EFL, se transfirió al equipo de la Premier League, mejor clasificado que no estaba clasificado para competiciones europeas, que fue el equipo ubicado en el séptimo lugar.
3. ↑  West Ham clasificó a la Fase de liga de la Liga Europa por ser campeón de la Liga Europa Conferencia 2022-23.

|                                    |
| Bandera de Gran Mánchester         |
| Campeón Manchester City 9.º título |

### Evolución
| Equipo                 | 1  | 2  | 3  | 4  | 5  | 6  | 7   | 8   | 9   | 10  | 11  | 12  | 13  | 14  | 15  | 16  | 17  | 18  | 19   | 20   | 21   | 22   | 23  | 24  | 25   | 26   | 27  | 28   | 29  | 30  | 31  | 32   | 33   | 34  | 35  | 36  | 37 | 38 |
| Equipo                 |    |    |    |    |    |    |     |     |     |     |     |     |     |     |     |     |     |     |      |      |      |      |     |     |      |      |     |      |     |     |     |      |      |     |     |     |    |    |
| ---------------------- | -- | -- | -- | -- | -- | -- | --- | --- | --- | --- | --- | --- | --- | --- | --- | --- | --- | --- | ---- | ---- | ---- | ---- | --- | --- | ---- | ---- | --- | ---- | --- | --- | --- | ---- | ---- | --- | --- | --- | -- | -- |
| Manchester City        | 4  | 1  | 2  | 2  | 2  | 2  | 2   | 2   | 2   | 2   | 2*  | 2*  | 2*  | 2*  | 2*  | 2*  | 2*  | 2*  | 2**  | 2*   | 2*   | 2*   | 1   | 2   | 2    | 2    | 2   | 2*   | 2*  | 2*  | 2*  | 2**  | 2**  | 1*  | 1*  | 1*  | 1  | 1  |
| Arsenal                | 2  | 2  | 1  | 1  | 1  | 1  | 1   | 1   | 1   | 1   | 1*  | 1*  | 1*  | 1*  | 1*  | 1*  | 1*  | 1*  | 1**  | 1**  | 1**  | 1**  | 2*  | 1*  | 1    | 1    | 1   | 1    | 1   | 1   | 1   | 1    | 1    | 2   | 2   | 2   | 2  | 2  |
| Manchester United      | 13 | 20 | 14 | 8  | 5  | 5  | 5*  | 6*  | 5*  | 5*  | 5*  | 6*  | 5*  | 5*  | 5*  | 5*  | 4*  | 4*  | 4**  | 3*   | 4*   | 3    | 3   | 3   | 3*   | 3*   | 3*  | 3**  | 4*  | 4*  | 3*  | 4**  | 4**  | 4*  | 4*  | 4*  | 3  | 3  |
| Newcastle United       | 5  | 5  | 6  | 7  | 12 | 11 | 10  | 7   | 6   | 6   | 6   | 4   | 4   | 3   | 3   | 3   | 3   | 3   | 3*   | 4*   | 3*   | 4*   | 4*  | 5*  | 5**  | 6**  | 5** | 5**  | 3*  | 3*  | 4*  | 3*   | 3*   | 3*  | 3*  | 3   | 4  | 4  |
| Liverpool              | 12 | 12 | 16 | 9  | 6  | 7  | 8*  | 9*  | 10* | 8*  | 7*  | 8*  | 9*  | 8*  | 6*  | 6*  | 6*  | 6*  | 7**  | 9**  | 9**  | 10** | 9** | 8** | 6*   | 5*   | 6*  | 6**  | 8*  | 8*  | 8*  | 7*   | 7*   | 5   | 5   | 5   | 5  | 5  |
| Brighton & Hove Albion | 6  | 8  | 5  | 4  | 4  | 4  | 4*  | 4*  | 7*  | 7*  | 8*  | 9*  | 8*  | 6*  | 7*  | 7*  | 9*  | 8*  | 8**  | 7**  | 6**  | 6**  | 6** | 7** | 8*** | 8*** | 7** | 7*** | 6** | 7** | 7** | 8*** | 8*** | 6** | 7** | 6*  | 6  | 6  |
| Aston Villa            | 16 | 9  | 13 | 15 | 19 | 17 | 15  | 14  | 16  | 16  | 17  | 15  | 16  | 13  | 12  | 12  | 12  | 11  | 11*  | 11*  | 11*  | 11*  | 11* | 11* | 11*  | 11*  | 11* | 11*  | 7   | 6   | 6   | 6    | 6    | 8   | 8   | 8   | 7  | 7  |
| Tottenham Hotspur      | 1  | 4  | 4  | 3  | 3  | 3  | 3   | 3   | 3   | 3   | 3   | 3   | 3   | 4   | 4   | 4   | 5   | 5   | 5*   | 5    | 5    | 5    | 5   | 4   | 4    | 4    | 4   | 4    | 5   | 5   | 5   | 5    | 5    | 7   | 6   | 7   | 8  | 8  |
| Brentford              | 9  | 3  | 8  | 10 | 11 | 8  | 9   | 10  | 11  | 9   | 10  | 11  | 11  | 11  | 10  | 10  | 10  | 9   | 9*   | 8*   | 8*   | 7*   | 8*  | 9*  | 9**  | 9**  | 8*  | 8*   | 9   | 9   | 9   | 10   | 9    | 9   | 9   | 9   | 9  | 9  |
| Fulham                 | 10 | 13 | 7  | 11 | 8  | 10 | 6   | 8   | 9   | 11  | 9   | 7   | 7   | 9   | 9   | 9   | 7   | 7   | 6    | 6    | 7    | 8    | 7   | 6   | 7    | 7    | 9   | 9*   | 10* | 10* | 10* | 9*   | 10*  | 10  | 10  | 10  | 10 | 10 |
| Crystal Palace         | 17 | 15 | 9  | 12 | 13 | 15 | 16* | 17* | 15* | 13* | 11* | 13* | 10* | 10* | 11* | 11* | 11* | 12* | 12** | 12*  | 12*  | 12*  | 12* | 12* | 12*  | 12*  | 12  | 12   | 12  | 12  | 12  | 12   | 12   | 11  | 12  | 12  | 11 | 11 |
| Chelsea                | 8  | 7  | 12 | 6  | 10 | 6  | 7*  | 5*  | 4*  | 4*  | 4*  | 5*  | 6*  | 7*  | 8*  | 8*  | 8*  | 10* | 10*  | 10*  | 10*  | 9*   | 10* | 10* | 10*  | 10*  | 10* | 10*  | 11  | 11  | 11  | 11*  | 11*  | 12* | 11* | 11* | 12 | 12 |
| Wolverhampton          | 14 | 14 | 18 | 19 | 18 | 14 | 17  | 18  | 18  | 17  | 18  | 19  | 19  | 19  | 20  | 18  | 19  | 19  | 19*  | 16*  | 17*  | 15*  | 15* | 15* | 15   | 13   | 13  | 13   | 14  | 13  | 13  | 14   | 13   | 14  | 13  | 13  | 13 | 13 |
| West Ham United        | 19 | 19 | 20 | 16 | 14 | 18 | 18  | 15  | 13  | 12  | 13  | 10  | 13  | 15  | 16  | 16  | 17  | 17  | 17*  | 18*  | 16*  | 17*  | 16* | 18* | 16*  | 16*  | 17* | 18** | 15* | 14* | 15* | 13*  | 15*  | 15  | 15  | 15  | 14 | 14 |
| Bournemouth            | 3  | 11 | 15 | 17 | 16 | 13 | 12  | 13  | 8   | 10  | 12  | 14  | 14  | 17  | 14  | 14  | 15  | 16  | 16*  | 17*  | 18*  | 19*  | 19* | 17* | 19*  | 20*  | 18* | 19*  | 18  | 15  | 14  | 15   | 14   | 13  | 14  | 14  | 15 | 15 |
| Nottingham Forest      | 18 | 10 | 10 | 14 | 15 | 19 | 19  | 20  | 19  | 20  | 20  | 20  | 20  | 20  | 18  | 19  | 18  | 15  | 15*  | 13*  | 13*  | 13*  | 14* | 13* | 13*  | 14*  | 14* | 16*  | 17  | 18  | 18  | 19   | 17   | 18  | 16  | 16  | 16 | 16 |
| Everton                | 15 | 18 | 17 | 18 | 17 | 16 | 13  | 11  | 12  | 14  | 15  | 12  | 12  | 16  | 17  | 17  | 16  | 18  | 18*  | 19*  | 19*  | 18*  | 18* | 16* | 18   | 18   | 15  | 15   | 16  | 17  | 17  | 18   | 19   | 19  | 17  | 17  | 17 | 17 |
| Leicester City         | 11 | 17 | 19 | 20 | 20 | 20 | 20  | 19  | 20  | 19  | 19  | 17  | 18  | 14  | 13  | 13  | 13  | 13  | 13*  | 15*  | 14*  | 14*  | 13* | 14* | 14*  | 15*  | 16* | 17*  | 19  | 19  | 19  | 17   | 18   | 16  | 18  | 19  | 18 | 18 |
| Leeds United           | 7  | 6  | 3  | 5  | 7  | 9  | 11* | 12* | 14* | 15* | 16* | 18* | 15* | 12* | 15* | 15* | 14* | 14* | 14** | 14** | 15** | 16*  | 17* | 19* | 17*  | 17*  | 19* | 14*  | 13  | 16  | 16  | 16   | 16   | 17  | 19  | 18  | 19 | 19 |
| Southampton            | 20 | 16 | 11 | 13 | 9  | 12 | 14  | 16  | 17  | 18  | 14  | 16  | 17  | 18  | 19  | 20  | 20  | 20  | 20*  | 20*  | 20*  | 20*  | 20* | 20* | 20*  | 19*  | 20  | 20   | 20  | 20  | 20  | 20   | 20   | 20  | 20  | 20  | 20 | 20 |

(*) Indica la posición del equipo con un partido pendiente
(**) Indica la posición del equipo con dos partidos pendientes
(***) Indica la posición del equipo con tres partidos pendientes

## Resultados
- Los horarios corresponden al huso horario del Reino Unido (Hora de Europa Occidental): UTC+0 en horario estándar y UTC+1 en horario de verano.

### Primera vuelta
| Crystal Palace    | 0 – 2 | Arsenal                | Selhurst Park             | 5 de agosto | 20:00 |
| Fulham            | 2 – 2 | Liverpool              | Craven Cottage            | 6 de agosto | 12:30 |
| Bournemouth       | 2 – 0 | Aston Villa            | Vitality Stadium          | 6 de agosto | 15:00 |
| Leeds United      | 2 – 1 | Wolverhampton          | Elland Road               | 6 de agosto | 15:00 |
| Newcastle United  | 2 – 0 | Nottingham Forest      | St James' Park            | 6 de agosto | 15:00 |
| Tottenham Hotspur | 4 – 1 | Southampton            | Tottenham Hotspur Stadium | 6 de agosto | 15:00 |
| Everton           | 0 – 1 | Chelsea                | Goodison Park             | 6 de agosto | 17:30 |
| Leicester City    | 2 – 2 | Brentford              | King Power Stadium        | 7 de agosto | 14:00 |
| Manchester United | 1 – 2 | Brighton & Hove Albion | Old Trafford              | 7 de agosto | 14:00 |
| West Ham United   | 0 – 2 | Manchester City        | London Stadium            | 7 de agosto | 16:30 |

| Aston Villa            | 2 – 1 | Everton           | Villa Park        | 13 de agosto | 12:30 |
| Arsenal                | 4 – 2 | Leicester City    | Emirates Stadium  | 13 de agosto | 15:00 |
| Brighton & Hove Albion | 0 – 0 | Newcastle United  | Amex Stadium      | 13 de agosto | 15:00 |
| Manchester City        | 4 – 0 | Bournemouth       | Etihad Stadium    | 13 de agosto | 15:00 |
| Southampton            | 2 – 2 | Leeds United      | St Mary's Stadium | 13 de agosto | 15:00 |
| Wolverhampton          | 0 – 0 | Fulham            | Molineux Stadium  | 13 de agosto | 15:00 |
| Brentford              | 4 – 0 | Manchester United | Community Stadium | 13 de agosto | 17:30 |
| Nottingham Forest      | 1 – 0 | West Ham United   | City Ground       | 14 de agosto | 14:00 |
| Chelsea                | 2 – 2 | Tottenham Hotspur | Stamford Bridge   | 14 de agosto | 16:30 |
| Liverpool              | 1 – 1 | Crystal Palace    | Anfield           | 15 de agosto | 20:00 |

| Tottenham Hotspur | 1 – 0 | Wolverhampton          | Tottenham Hotspur Stadium | 20 de agosto | 12:30 |
| Crystal Palace    | 3 – 1 | Aston Villa            | Selhurst Park             | 20 de agosto | 15:00 |
| Everton           | 1 – 1 | Nottingham Forest      | Goodison Park             | 20 de agosto | 15:00 |
| Fulham            | 3 – 2 | Brentford              | Craven Cottage            | 20 de agosto | 15:00 |
| Leicester City    | 1 – 2 | Southampton            | King Power Stadium        | 20 de agosto | 15:00 |
| Bournemouth       | 0 – 3 | Arsenal                | Vitality Stadium          | 20 de agosto | 17:30 |
| Leeds United      | 3 – 0 | Chelsea                | Elland Road               | 21 de agosto | 14:00 |
| West Ham United   | 0 – 2 | Brighton & Hove Albion | London Stadium            | 21 de agosto | 14:00 |
| Newcastle United  | 3 – 3 | Manchester City        | St James' Park            | 21 de agosto | 16:30 |
| Manchester United | 2 – 1 | Liverpool              | Old Trafford              | 22 de agosto | 20:00 |

| Southampton            | 0 – 1 | Manchester United | St Mary's Stadium | 27 de agosto | 12:30 |
| Brentford              | 1 – 1 | Everton           | Community Stadium | 27 de agosto | 15:00 |
| Brighton & Hove Albion | 1 – 0 | Leeds United      | Amex Stadium      | 27 de agosto | 15:00 |
| Chelsea                | 2 – 1 | Leicester City    | Stamford Bridge   | 27 de agosto | 15:00 |
| Liverpool              | 9 – 0 | Bournemouth       | Anfield           | 27 de agosto | 15:00 |
| Manchester City        | 4 – 2 | Crystal Palace    | Etihad Stadium    | 27 de agosto | 15:00 |
| Arsenal                | 2 – 1 | Fulham            | Emirates Stadium  | 27 de agosto | 17:30 |
| Aston Villa            | 0 – 1 | West Ham United   | Villa Park        | 28 de agosto | 14:00 |
| Wolverhampton          | 1 – 1 | Newcastle United  | Molineux Stadium  | 28 de agosto | 14:00 |
| Nottingham Forest      | 0 – 2 | Tottenham Hotspur | City Ground       | 28 de agosto | 16:30 |

| Crystal Palace  | 1 – 1 | Brentford              | Selhurst Park      | 30 de agosto    | 19:30 |
| Fulham          | 2 – 1 | Brighton & Hove Albion | Craven Cottage     | 30 de agosto    | 19:30 |
| Southampton     | 2 – 1 | Chelsea                | St Mary's Stadium  | 30 de agosto    | 19:45 |
| Leeds United    | 1 – 1 | Everton                | Elland Road        | 30 de agosto    | 20:00 |
| Bournemouth     | 0 – 0 | Wolverhampton          | Vitality Stadium   | 31 de agosto    | 19:30 |
| Arsenal         | 2 – 1 | Aston Villa            | Emirates Stadium   | 31 de agosto    | 19:30 |
| Manchester City | 6 – 0 | Nottingham Forest      | Etihad Stadium     | 31 de agosto    | 19:30 |
| West Ham United | 1 – 1 | Tottenham Hotspur      | London Stadium     | 31 de agosto    | 19:45 |
| Liverpool       | 2 – 1 | Newcastle United       | Anfield            | 31 de agosto    | 20:00 |
| Leicester City  | 0 – 1 | Manchester United      | King Power Stadium | 1 de septiembre | 20:00 |

| Everton                | 0 – 0 | Liverpool       | Goodison Park             | 3 de septiembre | 12:30 |
| Brentford              | 5 – 2 | Leeds United    | Community Stadium         | 3 de septiembre | 15:00 |
| Chelsea                | 2 – 1 | West Ham United | Stamford Bridge           | 3 de septiembre | 15:00 |
| Newcastle United       | 0 – 0 | Crystal Palace  | St James' Park            | 3 de septiembre | 15:00 |
| Nottingham Forest      | 2 – 3 | Bournemouth     | City Ground               | 3 de septiembre | 15:00 |
| Tottenham Hotspur      | 2 – 1 | Fulham          | Tottenham Hotspur Stadium | 3 de septiembre | 15:00 |
| Wolverhampton          | 1 – 0 | Southampton     | Molineux Stadium          | 3 de septiembre | 15:00 |
| Aston Villa            | 1 – 1 | Manchester City | Villa Park                | 3 de septiembre | 17:30 |
| Brighton & Hove Albion | 5 – 2 | Leicester City  | Amex Stadium              | 4 de septiembre | 14:00 |
| Manchester United      | 3 – 1 | Arsenal         | Old Trafford              | 4 de septiembre | 16:30 |

| Fulham          | 2 – 1 | Chelsea                | Craven Cottage     | 12 de enero | 20:00 |
| Crystal Palace  | 1 – 1 | Manchester United      | Selhurst Park      | 18 de enero | 20:00 |
| Manchester City | 4 – 2 | Tottenham Hotspur      | Etihad Stadium     | 19 de enero | 20:00 |
| Arsenal         | 4 – 0 | Everton                | Emirates Stadium   | 1 de marzo  | 19:45 |
| Liverpool       | 2 – 0 | Wolverhampton          | Anfield            | 1 de marzo  | 20:00 |
| Southampton     | 0 – 2 | Brentford              | St Mary's Stadium  | 15 de marzo | 19:30 |
| Bournemouth     | 0 – 2 | Brighton & Hove Albion | Vitality Stadium   | 4 de abril  | 19:45 |
| Leeds United    | 2 – 1 | Nottingham Forest      | Elland Road        | 4 de abril  | 19:45 |
| Leicester City  | 1 – 2 | Aston Villa            | King Power Stadium | 4 de abril  | 19:45 |
| West Ham United | 1 – 5 | Newcastle United       | London Stadium     | 5 de abril  | 20:00 |

| Aston Villa            | 1 – 0 | Southampton     | Villa Park                | 16 de septiembre | 20:00 |
| Nottingham Forest      | 2 – 3 | Fulham          | City Ground               | 16 de septiembre | 20:00 |
| Wolverhampton          | 0 – 3 | Manchester City | Molineux Stadium          | 17 de septiembre | 12:30 |
| Newcastle United       | 1 – 1 | Bournemouth     | St James' Park            | 17 de septiembre | 15:00 |
| Tottenham Hotspur      | 6 – 2 | Leicester City  | Tottenham Hotspur Stadium | 17 de septiembre | 17:30 |
| Brentford              | 0 – 3 | Arsenal         | Community Stadium         | 18 de septiembre | 12:00 |
| Everton                | 1 – 0 | West Ham United | Goodison Park             | 18 de septiembre | 14:15 |
| Manchester United      | 2 – 2 | Leeds United    | Old Trafford              | 8 de febrero     | 20:00 |
| Brighton & Hove Albion | 1 – 0 | Crystal Palace  | Amex Stadium              | 15 de marzo      | 19:30 |
| Chelsea                | 0 – 0 | Liverpool       | Stamford Bridge           | 4 de abril       | 20:00 |

| Arsenal         | 3 – 1 | Tottenham Hotspur      | Emirates Stadium   | 1 de octubre | 12:30 |
| Bournemouth     | 0 – 0 | Brentford              | Vitality Stadium   | 1 de octubre | 15:00 |
| Crystal Palace  | 1 – 2 | Chelsea                | Selhurst Park      | 1 de octubre | 15:00 |
| Fulham          | 1 – 4 | Newcastle United       | Craven Cottage     | 1 de octubre | 15:00 |
| Liverpool       | 3 – 3 | Brighton & Hove Albion | Anfield            | 1 de octubre | 15:00 |
| Southampton     | 1 – 2 | Everton                | St Mary's Stadium  | 1 de octubre | 15:00 |
| West Ham United | 2 – 0 | Wolverhampton          | London Stadium     | 1 de octubre | 17:30 |
| Manchester City | 6 – 3 | Manchester United      | Etihad Stadium     | 2 de octubre | 14:00 |
| Leeds United    | 0 – 0 | Aston Villa            | Elland Road        | 2 de octubre | 16:30 |
| Leicester City  | 4 – 0 | Nottingham Forest      | King Power Stadium | 3 de octubre | 20:00 |

| Bournemouth            | 2 – 1 | Leicester City    | Vitality Stadium | 8 de octubre  | 15:00 |
| Chelsea                | 3 – 0 | Wolverhampton     | Stamford Bridge  | 8 de octubre  | 15:00 |
| Manchester City        | 4 – 0 | Southampton       | Etihad Stadium   | 8 de octubre  | 15:00 |
| Newcastle United       | 5 – 1 | Brentford         | St James' Park   | 8 de octubre  | 15:00 |
| Brighton & Hove Albion | 0 – 1 | Tottenham Hotspur | Amex Stadium     | 8 de octubre  | 17:30 |
| Crystal Palace         | 2 – 1 | Leeds United      | Selhurst Park    | 9 de octubre  | 14:00 |
| West Ham United        | 3 – 1 | Fulham            | London Stadium   | 9 de octubre  | 14:00 |
| Arsenal                | 3 – 2 | Liverpool         | Emirates Stadium | 9 de octubre  | 16:30 |
| Everton                | 1 – 2 | Manchester United | Goodison Park    | 9 de octubre  | 19:00 |
| Nottingham Forest      | 1 – 1 | Aston Villa       | City Ground      | 10 de octubre | 20:00 |

| Brentford         | 2 – 0 | Brighton & Hove Albion | Community Stadium         | 14 de octubre | 20:00 |
| Leicester City    | 0 – 0 | Crystal Palace         | King Power Stadium        | 15 de octubre | 12:30 |
| Fulham            | 2 – 2 | Bournemouth            | Craven Cottage            | 15 de octubre | 15:00 |
| Wolverhampton     | 1 – 0 | Nottingham Forest      | Molineux Stadium          | 15 de octubre | 15:00 |
| Tottenham Hotspur | 2 – 0 | Everton                | Tottenham Hotspur Stadium | 15 de octubre | 17:30 |
| Aston Villa       | 0 – 2 | Chelsea                | Villa Park                | 16 de octubre | 14:00 |
| Leeds United      | 0 – 1 | Arsenal                | Elland Road               | 16 de octubre | 14:00 |
| Manchester United | 0 – 0 | Newcastle United       | Old Trafford              | 16 de octubre | 14:00 |
| Southampton       | 1 – 1 | West Ham United        | St Mary's Stadium         | 16 de octubre | 14:00 |
| Liverpool         | 1 – 0 | Manchester City        | Anfield                   | 16 de octubre | 16:30 |

| Brighton & Hove Albion | 0 – 0 | Nottingham Forest | Amex Stadium       | 18 de octubre | 19:30 |
| Crystal Palace         | 2 – 1 | Wolverhampton     | Selhurst Park      | 18 de octubre | 20:15 |
| Bournemouth            | 0 – 1 | Southampton       | Vitality Stadium   | 19 de octubre | 19:30 |
| Brentford              | 0 – 0 | Chelsea           | Community Stadium  | 19 de octubre | 19:30 |
| Liverpool              | 1 – 0 | West Ham United   | Anfield            | 19 de octubre | 19:30 |
| Newcastle United       | 1 – 0 | Everton           | St James' Park     | 19 de octubre | 19:30 |
| Manchester United      | 2 – 0 | Tottenham Hotspur | Old Trafford       | 19 de octubre | 20:15 |
| Fulham                 | 3 – 0 | Aston Villa       | Craven Cottage     | 20 de octubre | 19:30 |
| Leicester City         | 2 – 0 | Leeds United      | King Power Stadium | 20 de octubre | 20:15 |
| Arsenal                | 1 – 3 | Manchester City   | Emirates Stadium   | 15 de febrero | 19:30 |

| Nottingham Forest | 1 – 0 | Liverpool              | City Ground               | 22 de octubre | 12:30 |
| Everton           | 3 – 0 | Crystal Palace         | Goodison Park             | 22 de octubre | 15:00 |
| Manchester City   | 3 – 1 | Brighton & Hove Albion | Etihad Stadium            | 22 de octubre | 15:00 |
| Chelsea           | 1 – 1 | Manchester United      | Stamford Bridge           | 22 de octubre | 17:30 |
| Aston Villa       | 4 – 0 | Brentford              | Villa Park                | 23 de octubre | 14:00 |
| Leeds United      | 2 – 3 | Fulham                 | Elland Road               | 23 de octubre | 14:00 |
| Southampton       | 1 – 1 | Arsenal                | St Mary's Stadium         | 23 de octubre | 14:00 |
| Wolverhampton     | 0 – 4 | Leicester City         | Molineux Stadium          | 23 de octubre | 14:00 |
| Tottenham Hotspur | 1 – 2 | Newcastle United       | Tottenham Hotspur Stadium | 23 de octubre | 16:30 |
| West Ham United   | 2 – 0 | Bournemouth            | London Stadium            | 24 de octubre | 20:00 |

| Leicester City         | 0 – 1 | Manchester City   | King Power Stadium | 29 de octubre | 12:30 |
| Bournemouth            | 2 – 3 | Tottenham Hotspur | Vitality Stadium   | 29 de octubre | 15:00 |
| Brentford              | 1 – 1 | Wolverhampton     | Community Stadium  | 29 de octubre | 15:00 |
| Brighton & Hove Albion | 4 – 1 | Chelsea           | Amex Stadium       | 29 de octubre | 15:00 |
| Crystal Palace         | 1 – 0 | Southampton       | Selhurst Park      | 29 de octubre | 15:00 |
| Newcastle United       | 4 – 0 | Aston Villa       | St James' Park     | 29 de octubre | 15:00 |
| Fulham                 | 0 – 0 | Everton           | Craven Cottage     | 29 de octubre | 17:30 |
| Liverpool              | 1 – 2 | Leeds United      | Anfield            | 29 de octubre | 19:45 |
| Arsenal                | 5 – 0 | Nottingham Forest | Emirates Stadium   | 30 de octubre | 14:00 |
| Manchester United      | 1 – 0 | West Ham United   | Old Trafford       | 30 de octubre | 16:15 |

| Leeds United      | 4 – 3 | Bournemouth            | Elland Road               | 5 de noviembre | 15:00 |
| Manchester City   | 2 – 1 | Fulham                 | Etihad Stadium            | 5 de noviembre | 15:00 |
| Nottingham Forest | 2 – 2 | Brentford              | City Ground               | 5 de noviembre | 15:00 |
| Wolverhampton     | 2 – 3 | Brighton & Hove Albion | Molineux Stadium          | 5 de noviembre | 15:00 |
| Everton           | 0 – 2 | Leicester City         | Goodison Park             | 5 de noviembre | 17:30 |
| Chelsea           | 0 – 1 | Arsenal                | Stamford Bridge           | 6 de noviembre | 12:00 |
| Aston Villa       | 3 – 1 | Manchester United      | Villa Park                | 6 de noviembre | 14:00 |
| Southampton       | 1 – 4 | Newcastle United       | St Mary's Stadium         | 6 de noviembre | 14:00 |
| West Ham United   | 1 – 2 | Crystal Palace         | London Stadium            | 6 de noviembre | 14:00 |
| Tottenham Hotspur | 1 – 2 | Liverpool              | Tottenham Hotspur Stadium | 6 de noviembre | 16:30 |

| Manchester City        | 1 – 2 | Brentford         | Etihad Stadium            | 12 de noviembre | 12:30 |
| Bournemouth            | 3 – 0 | Everton           | Vitality Stadium          | 12 de noviembre | 15:00 |
| Liverpool              | 3 – 1 | Southampton       | Anfield                   | 12 de noviembre | 15:00 |
| Nottingham Forest      | 1 – 0 | Crystal Palace    | City Ground               | 12 de noviembre | 15:00 |
| Tottenham Hotspur      | 4 – 3 | Leeds United      | Tottenham Hotspur Stadium | 12 de noviembre | 15:00 |
| West Ham United        | 0 – 2 | Leicester City    | London Stadium            | 12 de noviembre | 15:00 |
| Newcastle United       | 1 – 0 | Chelsea           | St James' Park            | 12 de noviembre | 17:30 |
| Wolverhampton          | 0 – 2 | Arsenal           | Molineux Stadium          | 12 de noviembre | 19:45 |
| Brighton & Hove Albion | 1 – 2 | Aston Villa       | Amex Stadium              | 13 de noviembre | 14:00 |
| Fulham                 | 1 – 2 | Manchester United | Craven Cottage            | 13 de noviembre | 16:30 |

| Brentford         | 2 – 2 | Tottenham Hotspur      | Community Stadium  | 26 de diciembre | 12:30 |
| Crystal Palace    | 0 – 3 | Fulham                 | Selhurst Park      | 26 de diciembre | 15:00 |
| Everton           | 1 – 2 | Wolverhampton          | Goodison Park      | 26 de diciembre | 15:00 |
| Leicester City    | 0 – 3 | Newcastle United       | King Power Stadium | 26 de diciembre | 15:00 |
| Southampton       | 1 – 3 | Brighton & Hove Albion | St Mary's Stadium  | 26 de diciembre | 15:00 |
| Aston Villa       | 1 – 3 | Liverpool              | Villa Park         | 26 de diciembre | 17:30 |
| Arsenal           | 3 – 1 | West Ham United        | Emirates Stadium   | 26 de diciembre | 20:00 |
| Chelsea           | 2 – 0 | Bournemouth            | Stamford Bridge    | 27 de diciembre | 17:30 |
| Manchester United | 3 – 0 | Nottingham Forest      | Old Trafford       | 27 de diciembre | 20:00 |
| Leeds United      | 1 – 3 | Manchester City        | Elland Road        | 28 de diciembre | 20:00 |

| West Ham United        | 0 – 2 | Brentford         | London Stadium            | 30 de diciembre | 19:45 |
| Liverpool              | 2 – 1 | Leicester City    | Anfield                   | 30 de diciembre | 20:00 |
| Wolverhampton          | 0 – 1 | Manchester United | Molineux Stadium          | 31 de diciembre | 12:30 |
| Bournemouth            | 0 – 2 | Crystal Palace    | Vitality Stadium          | 31 de diciembre | 15:00 |
| Fulham                 | 2 – 1 | Southampton       | Craven Cottage            | 31 de diciembre | 15:00 |
| Manchester City        | 1 – 1 | Everton           | Etihad Stadium            | 31 de diciembre | 15:00 |
| Newcastle United       | 0 – 0 | Leeds United      | St James' Park            | 31 de diciembre | 15:00 |
| Brighton & Hove Albion | 2 – 4 | Arsenal           | Amex Stadium              | 31 de diciembre | 17:30 |
| Tottenham Hotspur      | 0 – 2 | Aston Villa       | Tottenham Hotspur Stadium | 1 de enero      | 14:00 |
| Nottingham Forest      | 1 – 1 | Chelsea           | City Ground               | 1 de enero      | 16:30 |

| Brentford         | 3 – 1 | Liverpool              | Community Stadium  | 2 de enero | 17:30 |
| Everton           | 1 – 4 | Brighton & Hove Albion | Goodison Park      | 3 de enero | 19:45 |
| Leicester City    | 0 – 1 | Fulham                 | King Power Stadium | 3 de enero | 19:45 |
| Arsenal           | 0 – 0 | Newcastle United       | Emirates Stadium   | 3 de enero | 19:45 |
| Manchester United | 3 – 0 | Bournemouth            | Old Trafford       | 3 de enero | 20:00 |
| Southampton       | 0 – 1 | Nottingham Forest      | St Mary's Stadium  | 4 de enero | 19:30 |
| Leeds United      | 2 – 2 | West Ham United        | Elland Road        | 4 de enero | 19:45 |
| Aston Villa       | 1 – 1 | Wolverhampton          | Villa Park         | 4 de enero | 20:00 |
| Crystal Palace    | 0 – 4 | Tottenham Hotspur      | Selhurst Park      | 4 de enero | 20:00 |
| Chelsea           | 0 – 1 | Manchester City        | Stamford Bridge    | 5 de enero | 20:00 |

### Segunda vuelta
| Aston Villa            | 2 – 1 | Leeds United    | Villa Park                | 13 de enero | 20:00 |
| Manchester United      | 2 – 1 | Manchester City | Old Trafford              | 14 de enero | 12:30 |
| Brighton & Hove Albion | 3 – 0 | Liverpool       | Amex Stadium              | 14 de enero | 15:00 |
| Everton                | 1 – 2 | Southampton     | Goodison Park             | 14 de enero | 15:00 |
| Nottingham Forest      | 2 – 0 | Leicester City  | City Ground               | 14 de enero | 15:00 |
| Wolverhampton          | 1 – 0 | West Ham United | Molineux Stadium          | 14 de enero | 15:00 |
| Brentford              | 2 – 0 | Bournemouth     | Community Stadium         | 14 de enero | 17:30 |
| Chelsea                | 1 – 0 | Crystal Palace  | Stamford Bridge           | 15 de enero | 14:00 |
| Newcastle United       | 1 – 0 | Fulham          | St James' Park            | 15 de enero | 14:00 |
| Tottenham Hotspur      | 0 – 2 | Arsenal         | Tottenham Hotspur Stadium | 15 de enero | 16:30 |

| Liverpool       | 0 – 0 | Chelsea                | Anfield            | 21 de enero | 12:30 |
| Bournemouth     | 1 – 1 | Nottingham Forest      | Vitality Stadium   | 21 de enero | 15:00 |
| Leicester City  | 2 – 2 | Brighton & Hove Albion | King Power Stadium | 21 de enero | 15:00 |
| Southampton     | 0 – 1 | Aston Villa            | St Mary's Stadium  | 21 de enero | 15:00 |
| West Ham United | 2 – 0 | Everton                | London Stadium     | 21 de enero | 15:00 |
| Crystal Palace  | 0 – 0 | Newcastle United       | Selhurst Park      | 21 de enero | 17:30 |
| Leeds United    | 0 – 0 | Brentford              | Elland Road        | 22 de enero | 14:00 |
| Manchester City | 3 – 0 | Wolverhampton          | Etihad Stadium     | 22 de enero | 14:00 |
| Arsenal         | 3 – 2 | Manchester United      | Emirates Stadium   | 22 de enero | 16:30 |
| Fulham          | 0 – 1 | Tottenham Hotspur      | Craven Cottage     | 23 de enero | 20:00 |

| Chelsea                | 0 – 0 | Fulham          | Stamford Bridge           | 3 de febrero | 20:00 |
| Everton                | 1 – 0 | Arsenal         | Goodison Park             | 4 de febrero | 12:30 |
| Aston Villa            | 2 – 4 | Leicester City  | Villa Park                | 4 de febrero | 15:00 |
| Brentford              | 3 – 0 | Southampton     | Community Stadium         | 4 de febrero | 15:00 |
| Brighton & Hove Albion | 1 – 0 | Bournemouth     | Amex Stadium              | 4 de febrero | 15:00 |
| Manchester United      | 2 – 1 | Crystal Palace  | Old Trafford              | 4 de febrero | 15:00 |
| Wolverhampton          | 3 – 0 | Liverpool       | Molineux Stadium          | 4 de febrero | 15:00 |
| Newcastle United       | 1 – 1 | West Ham United | St James' Park            | 4 de febrero | 17:30 |
| Nottingham Forest      | 1 – 0 | Leeds United    | City Ground               | 5 de febrero | 14:00 |
| Tottenham Hotspur      | 1 – 0 | Manchester City | Tottenham Hotspur Stadium | 5 de febrero | 16:30 |

| West Ham United | 1 – 1 | Chelsea                | London Stadium     | 11 de febrero | 12:30 |
| Arsenal         | 1 – 1 | Brentford              | Emirates Stadium   | 11 de febrero | 15:00 |
| Crystal Palace  | 1 – 1 | Brighton & Hove Albion | Selhurst Park      | 11 de febrero | 15:00 |
| Fulham          | 2 – 0 | Nottingham Forest      | Craven Cottage     | 11 de febrero | 15:00 |
| Leicester City  | 4 – 1 | Tottenham Hotspur      | King Power Stadium | 11 de febrero | 15:00 |
| Southampton     | 1 – 2 | Wolverhampton          | St Mary's Stadium  | 11 de febrero | 15:00 |
| Bournemouth     | 1 – 1 | Newcastle United       | Vitality Stadium   | 11 de febrero | 17:30 |
| Leeds United    | 0 – 2 | Manchester United      | Elland Road        | 12 de febrero | 14:00 |
| Manchester City | 3 – 1 | Aston Villa            | Etihad Stadium     | 12 de febrero | 16:30 |
| Liverpool       | 2 – 0 | Everton                | Anfield            | 13 de febrero | 20:00 |

| Aston Villa            | 2 – 4 | Arsenal         | Villa Park                | 18 de febrero | 12:30 |
| Brentford              | 1 – 1 | Crystal Palace  | Community Stadium         | 18 de febrero | 15:00 |
| Brighton & Hove Albion | 0 – 1 | Fulham          | Amex Stadium              | 18 de febrero | 15:00 |
| Chelsea                | 0 – 1 | Southampton     | Stamford Bridge           | 18 de febrero | 15:00 |
| Everton                | 1 – 0 | Leeds United    | Goodison Park             | 18 de febrero | 15:00 |
| Nottingham Forest      | 1 – 1 | Manchester City | City Ground               | 18 de febrero | 15:00 |
| Wolverhampton          | 0 – 1 | Bournemouth     | Molineux Stadium          | 18 de febrero | 15:00 |
| Newcastle United       | 0 – 2 | Liverpool       | St James' Park            | 18 de febrero | 17:30 |
| Manchester United      | 3 – 0 | Leicester City  | Old Trafford              | 19 de febrero | 14:00 |
| Tottenham Hotspur      | 2 – 0 | West Ham United | Tottenham Hotspur Stadium | 19 de febrero | 16:30 |

| Fulham            | 1 – 1 | Wolverhampton          | Craven Cottage            | 24 de febrero | 20:00 |
| Everton           | 0 – 2 | Aston Villa            | Goodison Park             | 25 de febrero | 15:00 |
| Leeds United      | 1 – 0 | Southampton            | Elland Road               | 25 de febrero | 15:00 |
| Leicester City    | 0 – 1 | Arsenal                | King Power Stadium        | 25 de febrero | 15:00 |
| West Ham United   | 4 – 0 | Nottingham Forest      | Molineux Stadium          | 25 de febrero | 15:00 |
| Bournemouth       | 1 – 4 | Manchester City        | Vitality Stadium          | 25 de febrero | 17:30 |
| Crystal Palace    | 0 – 0 | Liverpool              | Selhurst Park             | 25 de febrero | 19:45 |
| Tottenham Hotspur | 2 – 0 | Chelsea                | Tottenham Hotspur Stadium | 26 de febrero | 13:30 |
| Manchester United | 1 – 0 | Brentford              | Old Trafford              | 5 de abril    | 20:00 |
| Newcastle United  | 4 – 1 | Brighton & Hove Albion | St James' Park            | 18 de mayo    | 19:30 |

| Manchester City        | 2 – 0 | Newcastle United  | Etihad Stadium    | 4 de marzo | 12:30 |
| Arsenal                | 3 – 2 | Bournemouth       | Emirates Stadium  | 4 de marzo | 15:00 |
| Aston Villa            | 1 – 0 | Crystal Palace    | Villa Park        | 4 de marzo | 15:00 |
| Brighton & Hove Albion | 4 – 0 | West Ham United   | Amex Stadium      | 4 de marzo | 15:00 |
| Chelsea                | 1 – 0 | Leeds United      | Stamford Bridge   | 4 de marzo | 15:00 |
| Wolverhampton          | 1 – 0 | Tottenham Hotspur | Molineux Stadium  | 4 de marzo | 15:00 |
| Southampton            | 1 – 0 | Leicester City    | St Mary's Stadium | 4 de marzo | 17:30 |
| Nottingham Forest      | 2 – 2 | Everton           | City Ground       | 5 de marzo | 14:00 |
| Liverpool              | 7 – 0 | Manchester United | Anfield           | 5 de marzo | 16:30 |
| Brentford              | 3 – 2 | Fulham            | Community Stadium | 6 de marzo | 20:00 |

| Bournemouth       | 1 – 0 | Liverpool              | Vitality Stadium          | 11 de marzo | 12:30 |
| Everton           | 1 – 0 | Brentford              | Goodison Park             | 11 de marzo | 15:00 |
| Leeds United      | 2 – 2 | Brighton & Hove Albion | Elland Road               | 11 de marzo | 15:00 |
| Leicester City    | 1 – 3 | Chelsea                | King Power Stadium        | 11 de marzo | 15:00 |
| Tottenham Hotspur | 3 – 1 | Nottingham Forest      | Tottenham Hotspur Stadium | 11 de marzo | 15:00 |
| Crystal Palace    | 0 – 1 | Manchester City        | Selhurst Park             | 11 de marzo | 17:30 |
| Fulham            | 0 – 3 | Arsenal                | Craven Cottage            | 12 de marzo | 14:00 |
| Manchester United | 0 – 0 | Southampton            | Old Trafford              | 12 de marzo | 14:00 |
| West Ham United   | 1 – 1 | Aston Villa            | London Stadium            | 12 de marzo | 14:00 |
| Newcastle United  | 2 – 1 | Wolverhampton          | St James' Park            | 12 de marzo | 16:30 |

| Nottingham Forest      | 1 – 2 | Newcastle United  | City Ground       | 17 de marzo | 20:00 |
| Aston Villa            | 3 – 0 | Bournemouth       | Villa Park        | 18 de marzo | 15:00 |
| Brentford              | 1 – 1 | Leicester City    | Community Stadium | 18 de marzo | 15:00 |
| Southampton            | 3 – 3 | Tottenham Hotspur | St Mary's Stadium | 18 de marzo | 15:00 |
| Wolverhampton          | 2 – 4 | Leeds United      | Molineux Stadium  | 18 de marzo | 15:00 |
| Chelsea                | 2 – 2 | Everton           | Stamford Bridge   | 18 de marzo | 17:30 |
| Arsenal                | 4 – 1 | Crystal Palace    | Emirates Stadium  | 19 de marzo | 14:00 |
| Liverpool              | 1 – 0 | Fulham            | Anfield           | 3 de mayo   | 20:00 |
| Manchester City        | 3 – 0 | West Ham United   | Etihad Stadium    | 3 de mayo   | 20:00 |
| Brighton & Hove Albion | 1 – 0 | Manchester United | Amex Stadium      | 4 de mayo   | 20:00 |

| Manchester City        | 4 – 1 | Liverpool         | Etihad Stadium   | 1 de abril | 12:30 |
| Arsenal                | 4 – 1 | Leeds United      | Emirates Stadium | 1 de abril | 15:00 |
| Bournemouth            | 2 – 1 | Fulham            | Vitality Stadium | 1 de abril | 15:00 |
| Brighton & Hove Albion | 3 – 3 | Brentford         | Amex Stadium     | 1 de abril | 15:00 |
| Crystal Palace         | 2 – 1 | Leicester City    | Selhurst Park    | 1 de abril | 15:00 |
| Nottingham Forest      | 1 – 1 | Wolverhampton     | City Ground      | 1 de abril | 15:00 |
| Chelsea                | 0 – 2 | Aston Villa       | Stamford Bridge  | 1 de abril | 17:30 |
| West Ham United        | 1 – 0 | Southampton       | London Stadium   | 2 de abril | 14:00 |
| Newcastle United       | 2 – 0 | Manchester United | St James' Park   | 2 de abril | 16:30 |
| Everton                | 1 – 1 | Tottenham Hotspur | Goodison Park    | 3 de abril | 20:00 |

| Manchester United | 2 – 0 | Everton                | Old Trafford              | 8 de abril | 12:30 |
| Aston Villa       | 2 – 0 | Nottingham Forest      | Villa Park                | 8 de abril | 15:00 |
| Brentford         | 1 – 2 | Newcastle United       | Community Stadium         | 8 de abril | 15:00 |
| Fulham            | 0 – 1 | West Ham United        | Craven Cottage            | 8 de abril | 15:00 |
| Leicester City    | 0 – 1 | Bournemouth            | King Power Stadium        | 8 de abril | 15:00 |
| Tottenham Hotspur | 2 – 1 | Brighton & Hove Albion | Tottenham Hotspur Stadium | 8 de abril | 15:00 |
| Wolverhampton     | 1 – 0 | Chelsea                | Molineux Stadium          | 8 de abril | 15:00 |
| Southampton       | 1 – 4 | Manchester City        | St Mary's Stadium         | 8 de abril | 17:30 |
| Leeds United      | 1 – 5 | Crystal Palace         | Elland Road               | 9 de abril | 14:00 |
| Liverpool         | 2 – 2 | Arsenal                | Anfield                   | 9 de abril | 16:30 |

| Aston Villa       | 3 – 0 | Newcastle United       | Villa Park                | 15 de abril | 12:30 |
| Chelsea           | 1 – 2 | Brighton & Hove Albion | Stamford Bridge           | 15 de abril | 15:00 |
| Everton           | 1 – 3 | Fulham                 | Goodison Park             | 15 de abril | 15:00 |
| Southampton       | 0 – 2 | Crystal Palace         | St Mary's Stadium         | 15 de abril | 15:00 |
| Tottenham Hotspur | 2 – 3 | Bournemouth            | Tottenham Hotspur Stadium | 15 de abril | 15:00 |
| Wolverhampton     | 2 – 0 | Brentford              | Molineux Stadium          | 15 de abril | 15:00 |
| Manchester City   | 3 – 1 | Leicester City         | Etihad Stadium            | 15 de abril | 17:30 |
| West Ham United   | 2 – 2 | Arsenal                | London Stadium            | 16 de abril | 14:00 |
| Nottingham Forest | 0 – 2 | Manchester United      | City Ground               | 16 de abril | 16:30 |
| Leeds United      | 1 – 6 | Liverpool              | Elland Road               | 17 de abril | 20:00 |

| Arsenal                | 3 – 3 | Southampton       | Emirates Stadium   | 21 de abril | 20:00 |
| Fulham                 | 2 – 1 | Leeds United      | Craven Cottage     | 22 de abril | 12:30 |
| Brentford              | 1 – 1 | Aston Villa       | Community Stadium  | 22 de abril | 15:00 |
| Crystal Palace         | 0 – 0 | Everton           | Selhurst Park      | 22 de abril | 15:00 |
| Leicester City         | 2 – 1 | Wolverhampton     | King Power Stadium | 22 de abril | 15:00 |
| Liverpool              | 3 – 2 | Nottingham Forest | Anfield            | 22 de abril | 15:00 |
| Bournemouth            | 0 – 4 | West Ham United   | Vitality Stadium   | 23 de abril | 14:00 |
| Newcastle United       | 6 – 1 | Tottenham Hotspur | St James' Park     | 23 de abril | 14:00 |
| Brighton & Hove Albion | 1 – 1 | Manchester City   | Amex Stadium       | 24 de mayo  | 20:00 |
| Manchester United      | 4 – 1 | Chelsea           | Old Trafford       | 25 de mayo  | 20:00 |

| Wolverhampton     | 2 – 0 | Crystal Palace         | Molineux Stadium          | 25 de abril | 19:30 |
| Aston Villa       | 1 – 0 | Fulham                 | Villa Park                | 25 de abril | 19:45 |
| Leeds United      | 1 – 1 | Leicester City         | Elland Road               | 25 de abril | 20:00 |
| Nottingham Forest | 3 – 1 | Brighton & Hove Albion | City Ground               | 26 de abril | 19:30 |
| Chelsea           | 0 – 2 | Brentford              | Stamford Bridge           | 26 de abril | 19:45 |
| West Ham United   | 1 – 2 | Liverpool              | London Stadium            | 26 de abril | 19:45 |
| Manchester City   | 4 – 1 | Arsenal                | Etihad Stadium            | 26 de abril | 20:00 |
| Everton           | 1 – 4 | Newcastle United       | Goodison Park             | 27 de abril | 19:45 |
| Southampton       | 0 – 1 | Bournemouth            | St Mary's Stadium         | 27 de abril | 19:45 |
| Tottenham Hotspur | 2 – 2 | Manchester United      | Tottenham Hotspur Stadium | 27 de abril | 20:15 |

| Crystal Palace         | 4 – 3 | West Ham United   | Selhurst Park      | 29 de abril | 12:30 |
| Brentford              | 2 – 1 | Nottingham Forest | Community Stadium  | 29 de abril | 15:00 |
| Brighton & Hove Albion | 6 – 0 | Wolverhampton     | Amex Stadium       | 29 de abril | 15:00 |
| Bournemouth            | 4 – 1 | Leeds United      | Vitality Stadium   | 30 de abril | 14:00 |
| Fulham                 | 1 – 2 | Manchester City   | Craven Cottage     | 30 de abril | 14:00 |
| Manchester United      | 1 – 0 | Aston Villa       | Old Trafford       | 30 de abril | 14:00 |
| Newcastle United       | 3 – 1 | Southampton       | St James' Park     | 30 de abril | 14:00 |
| Liverpool              | 4 – 3 | Tottenham Hotspur | Anfield            | 30 de abril | 16:30 |
| Leicester City         | 2 – 2 | Everton           | King Power Stadium | 1 de mayo   | 20:00 |
| Arsenal                | 3 – 1 | Chelsea           | Emirates Stadium   | 2 de mayo   | 20:00 |

| Bournemouth            | 1 – 3 | Chelsea           | Vitality Stadium          | 6 de mayo | 15:00 |
| Manchester City        | 2 – 1 | Leeds United      | Etihad Stadium            | 6 de mayo | 15:00 |
| Tottenham Hotspur      | 1 – 0 | Crystal Palace    | Tottenham Hotspur Stadium | 6 de mayo | 15:00 |
| Wolverhampton          | 1 – 0 | Aston Villa       | Molineux Stadium          | 6 de mayo | 15:00 |
| Liverpool              | 1 – 0 | Brentford         | Anfield                   | 6 de mayo | 17:30 |
| Newcastle United       | 0 – 2 | Arsenal           | St James' Park            | 7 de mayo | 16:30 |
| West Ham United        | 1 – 0 | Manchester United | London Stadium            | 7 de mayo | 19:00 |
| Fulham                 | 5 – 3 | Leicester City    | Craven Cottage            | 8 de mayo | 15:00 |
| Brighton & Hove Albion | 1 – 5 | Everton           | Amex Stadium              | 8 de mayo | 17:30 |
| Nottingham Forest      | 4 – 3 | Southampton       | City Ground               | 8 de mayo | 20:00 |

| Leeds United      | 2 – 2 | Newcastle United       | Elland Road        | 13 de mayo | 12:30 |
| Aston Villa       | 2 – 1 | Tottenham Hotspur      | Villa Park         | 13 de mayo | 15:00 |
| Chelsea           | 2 – 2 | Nottingham Forest      | Stamford Bridge    | 13 de mayo | 15:00 |
| Crystal Palace    | 2 – 0 | Bournemouth            | Selhurst Park      | 13 de mayo | 15:00 |
| Manchester United | 2 – 0 | Wolverhampton          | Old Trafford       | 13 de mayo | 15:00 |
| Southampton       | 0 – 2 | Fulham                 | St Mary's Stadium  | 13 de mayo | 15:00 |
| Brentford         | 2 – 0 | West Ham United        | Community Stadium  | 14 de mayo | 14:00 |
| Everton           | 0 – 3 | Manchester City        | Goodison Park      | 14 de mayo | 14:00 |
| Arsenal           | 0 – 3 | Brighton & Hove Albion | Emirates Stadium   | 14 de mayo | 16:30 |
| Leicester City    | 0 – 3 | Liverpool              | King Power Stadium | 15 de mayo | 20:00 |

| Tottenham Hotspur      | 1 – 3 | Brentford         | Tottenham Hotspur Stadium | 20 de mayo | 12:30 |
| Bournemouth            | 0 – 1 | Manchester United | Vitality Stadium          | 20 de mayo | 15:00 |
| Fulham                 | 2 – 2 | Crystal Palace    | Craven Cottage            | 20 de mayo | 15:00 |
| Liverpool              | 1 – 1 | Aston Villa       | Anfield                   | 20 de mayo | 15:00 |
| Wolverhampton          | 1 – 1 | Everton           | Molineux Stadium          | 20 de mayo | 15:00 |
| Nottingham Forest      | 1 – 0 | Arsenal           | City Ground               | 20 de mayo | 17:30 |
| West Ham United        | 3 – 1 | Leeds United      | London Stadium            | 21 de mayo | 13:30 |
| Brighton & Hove Albion | 3 – 1 | Southampton       | Amex Stadium              | 21 de mayo | 14:00 |
| Manchester City (C)    | 1 – 0 | Chelsea           | Etihad Stadium            | 21 de mayo | 16:00 |
| Newcastle United       | 0 – 0 | Leicester City    | St James' Park            | 22 de mayo | 20:00 |

| Arsenal           | 5 – 0 | Wolverhampton          | Emirates Stadium   | 28 de mayo | 16:30 |
| Aston Villa       | 2 – 1 | Brighton & Hove Albion | Villa Park         | 28 de mayo | 16:30 |
| Brentford         | 1 – 0 | Manchester City        | Community Stadium  | 28 de mayo | 16:30 |
| Chelsea           | 1 – 1 | Newcastle United       | Stamford Bridge    | 28 de mayo | 16:30 |
| Crystal Palace    | 1 – 1 | Nottingham Forest      | Selhurst Park      | 28 de mayo | 16:30 |
| Everton           | 1 – 0 | Bournemouth            | Goodison Park      | 28 de mayo | 16:30 |
| Leeds United      | 1 – 4 | Tottenham Hotspur      | Elland Road        | 28 de mayo | 16:30 |
| Leicester City    | 2 – 1 | West Ham United        | King Power Stadium | 28 de mayo | 16:30 |
| Manchester United | 2 – 1 | Fulham                 | Old Trafford       | 28 de mayo | 16:30 |
| Southampton       | 4 – 4 | Liverpool              | St Mary's Stadium  | 28 de mayo | 16:30 |

|                                                                                           |
| Bandera de Gran Mánchester                                                                |
| Campeón Manchester City F. C. 9.° título de Primera División 7.° título de Premier League |

### Tabla de resultados cruzados
| Local \ Visitante      | ARS | AVL | BOU | BRE | BRI | CHE | CRY | EVE | FUL | LEE | LEI | LIV | MAC | MAU | NEW | NFO | SOU | TOT | WHU | WOL |
| ---------------------- | --- | --- | --- | --- | --- | --- | --- | --- | --- | --- | --- | --- | --- | --- | --- | --- | --- | --- | --- | --- |
| Arsenal                | —   | 2–1 | 3–2 | 1–1 | 0–3 | 3–1 | 4–1 | 4–0 | 2–1 | 4–1 | 4–2 | 3–2 | 1–3 | 3–2 | 0–0 | 5–0 | 3–3 | 3–1 | 3–1 | 5–0 |
| Aston Villa            | 2–4 | —   | 3–0 | 4–0 | 2–1 | 0–2 | 1–0 | 2–1 | 1–0 | 2–1 | 2–4 | 1–3 | 1–1 | 3–1 | 3–0 | 2–0 | 1–0 | 2–1 | 0–1 | 1–1 |
| Bournemouth            | 0–3 | 2–0 | —   | 0–0 | 0–2 | 1–3 | 0–2 | 3–0 | 2–1 | 4–1 | 2–1 | 1–0 | 1–4 | 0–1 | 1–1 | 1–1 | 0–1 | 2–3 | 0–4 | 0–0 |
| Brentford              | 0–3 | 1–1 | 2–0 | —   | 2–0 | 0–0 | 1–1 | 1–1 | 3–2 | 5–2 | 1–1 | 3–1 | 1–0 | 4–0 | 1–2 | 2–1 | 3–0 | 2–2 | 2–0 | 1–1 |
| Brighton & Hove Albion | 2–4 | 1–2 | 1–0 | 3–3 | —   | 4–1 | 1–0 | 1–5 | 0–1 | 1–0 | 5–2 | 3–0 | 1–1 | 1–0 | 0–0 | 0–0 | 3–1 | 0–1 | 4–0 | 6–0 |
| Chelsea                | 0–1 | 0–2 | 2–0 | 0–2 | 1–2 | —   | 1–0 | 2–2 | 0–0 | 1–0 | 2–1 | 0–0 | 0–1 | 1–1 | 1–1 | 2–2 | 0–1 | 2–2 | 2–1 | 3–0 |
| Crystal Palace         | 0–2 | 3–1 | 2–0 | 1–1 | 1–1 | 1–2 | —   | 0–0 | 0–3 | 2–1 | 2–1 | 0–0 | 0–1 | 1–1 | 0–0 | 1–1 | 1–0 | 0–4 | 4–3 | 2–1 |
| Everton                | 1–0 | 0–2 | 1–0 | 1–0 | 1–4 | 0–1 | 3–0 | —   | 1–3 | 1–0 | 0–2 | 0–0 | 0–3 | 1–2 | 1–4 | 1–1 | 1–2 | 1–1 | 1–0 | 1–2 |
| Fulham                 | 0–3 | 3–0 | 2–2 | 3–2 | 2–1 | 2–1 | 2–2 | 0–0 | —   | 2–1 | 5–3 | 2–2 | 1–2 | 1–2 | 1–4 | 2–0 | 2–1 | 0–1 | 0–1 | 1–1 |
| Leeds United           | 0–1 | 0–0 | 4–3 | 0–0 | 2–2 | 3–0 | 1–5 | 1–1 | 2–3 | —   | 1–1 | 1–6 | 1–3 | 0–2 | 2–2 | 2–1 | 1–0 | 1–4 | 2–2 | 2–1 |
| Leicester City         | 0–1 | 1–2 | 0–1 | 2–2 | 2–2 | 1–3 | 0–0 | 2–2 | 0–1 | 2–0 | —   | 0–3 | 0–1 | 0–1 | 0–3 | 4–0 | 1–2 | 4–1 | 2–1 | 2–1 |
| Liverpool              | 2–2 | 1–1 | 9–0 | 1–0 | 3–3 | 0–0 | 1–1 | 2–0 | 1–0 | 1–2 | 2–1 | —   | 1–0 | 7–0 | 2–1 | 3–2 | 3–1 | 4–3 | 1–0 | 2–0 |
| Manchester City        | 4–1 | 3–1 | 4–0 | 1–2 | 3–1 | 1–0 | 4–2 | 1–1 | 2–1 | 2–1 | 3–1 | 4–1 | —   | 6–3 | 2–0 | 6–0 | 4–0 | 4–2 | 3–0 | 3–0 |
| Manchester United      | 3–1 | 1–0 | 3–0 | 1–0 | 1–2 | 4–1 | 2–1 | 2–0 | 2–1 | 2–2 | 3–0 | 2–1 | 2–1 | —   | 0–0 | 3–0 | 0–0 | 2–0 | 1–0 | 2–0 |
| Newcastle United       | 0–2 | 4–0 | 1–1 | 5–1 | 4–1 | 1–0 | 0–0 | 1–0 | 1–0 | 0–0 | 0–0 | 0–2 | 3–3 | 2–0 | —   | 2–0 | 3–1 | 6–1 | 1–1 | 2–1 |
| Nottingham Forest      | 1–0 | 1–1 | 2–3 | 2–2 | 3–1 | 1–1 | 1–0 | 2–2 | 2–3 | 1–0 | 2–0 | 1–0 | 1–1 | 0–2 | 1–2 | —   | 4–3 | 0–2 | 1–0 | 1–1 |
| Southampton            | 1–1 | 0–1 | 0–1 | 0–2 | 1–3 | 2–1 | 0–2 | 1–2 | 0–2 | 2–2 | 1–0 | 4–4 | 1–4 | 0–1 | 1–4 | 0–1 | —   | 3–3 | 1–1 | 1–2 |
| Tottenham Hotspur      | 0–2 | 0–2 | 2–3 | 1–3 | 2–1 | 2–0 | 1–0 | 2–0 | 2–1 | 4–3 | 6–2 | 1–2 | 1–0 | 2–2 | 1–2 | 3–1 | 4–1 | —   | 2–0 | 1–0 |
| West Ham United        | 2–2 | 1–1 | 2–0 | 0–2 | 0–2 | 1–1 | 1–2 | 2–0 | 3–1 | 3–1 | 0–2 | 1–2 | 0–2 | 1–0 | 1–5 | 4–0 | 1–0 | 1–1 | —   | 2–0 |
| Wolverhampton          | 0–2 | 1–0 | 0–1 | 2–0 | 2–3 | 1–0 | 2–0 | 1–1 | 0–0 | 2–4 | 0–4 | 3–0 | 0–3 | 0–1 | 1–1 | 1–0 | 1–0 | 1–0 | 1–0 | —   |

## Datos y estadísticas

### Récords
- Primer gol de la temporada: Anotado por Gabriel Martinelli, para el Arsenal contra el Crystal Palace (5 de agosto de 2022).
- Último gol de la temporada: Anotado por Lucas Moura, para el Tottenham Hotspur contra el Leeds United (28 de mayo de 2023).
- Gol más rápido: Anotado a los 9 segundos por Philip Billing en el Arsenal 3 – 2 Bournemouth (4 de marzo de 2023)
- Goles más cercano al final del encuentro: Anotado a los 98 minutos y 52 segundos por Yerry Mina en el Wolverhampton 1 – 1 Everton (20 de mayo de 2023)
- Mayor número de goles marcados en un partido: 9 goles, Liverpool 9 – 0 Bournemouth (27 de agosto de 2022), Manchester City 6 – 3 Manchester United (2 de octubre de 2022)
- Partido con más espectadores: 74.147, en el Manchester United 2 – 1 Liverpool (22 de agosto de 2022).
- Partido con menos espectadores: 9.972, en el Bournemouth 0 – 2 Crystal Palace (31 de diciembre de 2022).
- Mayor victoria local: Liverpool 9 – 0 Bournemouth (27 de agosto de 2022)
- Mayor victoria visitante: Leeds United 1 – 6 Liverpool (17 de abril de 2023)